# Licteria
Licteria is een geslacht van vliesvleugeligen uit de familie Pteromalidae. De wetenschappelijke naam van dit geslacht is voor het eerst geldig gepubliceerd in 1955 door Risbec.

## Soorten
Het geslacht Licteria is monotypisch en omvat slechts de volgende soort:
- Licteria alticola Risbec, 1955